# Ymer Ø
Ymer Ø är en ö i Grönland (Kungariket Danmark). Den ligger i den östra delen av Grönland. Arean är 2 437 kvadratkilometer.